# Jericho Internationaal Stadion
Het Jericho Internationaal Stadion is een multifunctioneel stadion in Jericho, een stad in Palestina. 
Het stadion wordt vooral gebruikt voor voetbalwedstrijden, de voetbalclub Hilal Areeha maakt gebruik van dit stadion. In het stadion is plaats voor 7.000 toeschouwers. Het stadion werd geopend in 1996 en gerenoveerd in 2012.